# یواس‌اس المور (ای‌پی‌ای-۴۲)
یواس‌اس المور (ای‌پی‌ای-۴۲) (به انگلیسی: USS Elmore (APA-42)) یک کشتی بود که طول آن ۴۹۲ فوت (۱۵۰ متر) بود. این کشتی در سال ۱۹۴۳ ساخته شد.